# Toxorhina perproducta
Toxorhina perproducta là một loài ruồi trong họ Limoniidae. Chúng phân bố ở miền Australasia.